# Manodrome
Manodrome es una película de suspenso dramático de 2023 escrita y dirigida por John Trengove. Está protagonizada por Jesse Eisenberg, Adrien Brody, Odessa Young, Sallieu Sesay, Philip Ettinger, Ethan Suplee, Evan Jonigkeit y Caleb Eberhardt. La película es el debut en inglés de Trengove y se estrenó en el 73.º Festival Internacional de Cine de Berlín el 18 de febrero de 2023. Fue estrenada por Lionsgate en los Estados Unidos el 10 de noviembre de 2023.

## Reparto
- Jesse Eisenberg como Ralphie[1][2]
- Adrien Brody como Dan[3]
- Odessa Young como Sal[4]
- Sallieu Sesay como Ahmet
- Philip Ettinger como Jason[4]
- Ethan Suplee como Leo[4]
- Evan Jonigkeit como Brad
- Caleb Eberhardt como Aarón
- Gheorghe Mureșan como Sachiel[4]

## Producción
La película es el debut en inglés de Trengove. Riley Keough fue elegida inicialmente como Sal, pero abandonó el papel debido a conflictos de agenda. Ella permanece vinculada a la película como productora.
El casting de extras se produjo en noviembre de 2021. La fotografía principal tuvo lugar en Syracuse, Nueva York, del 21 de noviembre de 2021 al 4 de enero de 2022, bajo el título del rodaje, "Untitled Rust Belt".

## Estreno
Manodrome tuvo su estreno mundial en el 73.º Festival Internacional de Cine de Berlín y se proyectó el 18 de febrero de 2023 en el primer fin de semana de la Competencia Principal. La película estuvo nominada al prestigioso Oso de Oro, además del Premio Teddy al Cine Queer. Fue estrenado en los Estados Unidos por Lionsgate Films en cines y digital el 10 de noviembre de 2023.